# Dámaso de Lario Ramírez
Dámaso de Lario Ramírez (València, 8 de setembre de 1949) és un diplomàtic, historiador i escriptor valencià. És doctorat en Història i va ingressar a la carrera diplomàtica l'any 1977. Ha estat destinat a les representacions diplomàtiques de Jordània, Austràlia i Regne Unit. Del 2001 al 2007 va ésser ambaixador d'Espanya a Indonèsia, i de 2002 fou també ambaixador d'Espanya a Singapur. L'any 2007 va ésser nomenat ambaixador d'Espanya a Veneçuela.

## Obres
- Monarquías y parlamentos en la España moderna, (Anales de la Universidad de Alicante. Historia moderna.Nº 2, 1982)
- El Comte-Duc d'Olivares i el Regne de València, (Eliseu Climent, València, 1986)
- Los Parlamentos de España (Anaya, 1991)
- Las Constituciones españolas, (conjuntament amb Enrique Linde Anaya 1994)
- Al hilo del tiempo : controles y poderes d'una España imperial (Universitat de Valencia, València, 2004)